# Marcel Meijer
Marcel Meijer (Nieuwe Pekela, 26 augustus 1966) is een Deense politicus van Nederlandse afkomst. Hij is sinds 1 januari 2014 burgemeester van de Deense gemeente Samsø. 

## Biografie
Meijer werd geboren in Nederland, in het dorp Nieuwe Pekela. Hij trouwde met een Deense vrouw en verhuisde in 1992 naar Denemarken. Daar werkte hij bij een slachthuis, waar hij actief werd bij de vakbond en in de politiek bij de Socialdemokraterne. Voor deze partij was hij gemeenteraadslid en later ook fractievoorzitter en locoburgemeester op Samsø. Bij de verkiezingen van 2013 wonnen de Socialdemokraterne 3 van de 11 zetels in de gemeenteraad. Meijer werd vervolgens gekozen tot burgemeester voor de periode 2014 tot en met 2017. In november 2017 werd hij herkozen voor een tweede ambtsperiode.
Meijer behield zijn Nederlandse nationaliteit en was aanvankelijk geen Deens staatsburger. Hiermee was hij de enige burgemeester in Denemarken zonder Deense nationaliteit, wat overigens niet in strijd was met de Deense grondwet. In 2017 werd bekend dat Meijer alsnog het Deens staatsburgerschap wilde verwerven, dat uiteindelijk in februari 2020 aan hem werd toegekend. Hiervoor moest hij een verplichte inburgeringscursus volgen.
In maart 2015 ontving hij koning Willem Alexander en koningin Máxima tijdens hun staatsbezoek aan Denemarken.